# Wspólnota administracyjna Walderbach
Wspólnota administracyjna Walderbach – wspólnota administracyjna (niem. Verwaltungsgemeinschaft) w Niemczech, w kraju związkowym Bawaria, w rejencji Górny Palatynat, w regionie Ratyzbona, w powiecie Cham. Siedziba wspólnoty znajduje się w miejscowości Walderbach.
Wspólnota administracyjna zrzesza dwie gminy wiejskie (Gemeinde): 
- Reichenbach, 1 240 mieszkańców, 10,53 km²
- Walderbach, 2 093 mieszkańców, 39,04 km²